# Lista celor mai adânci mine din lume

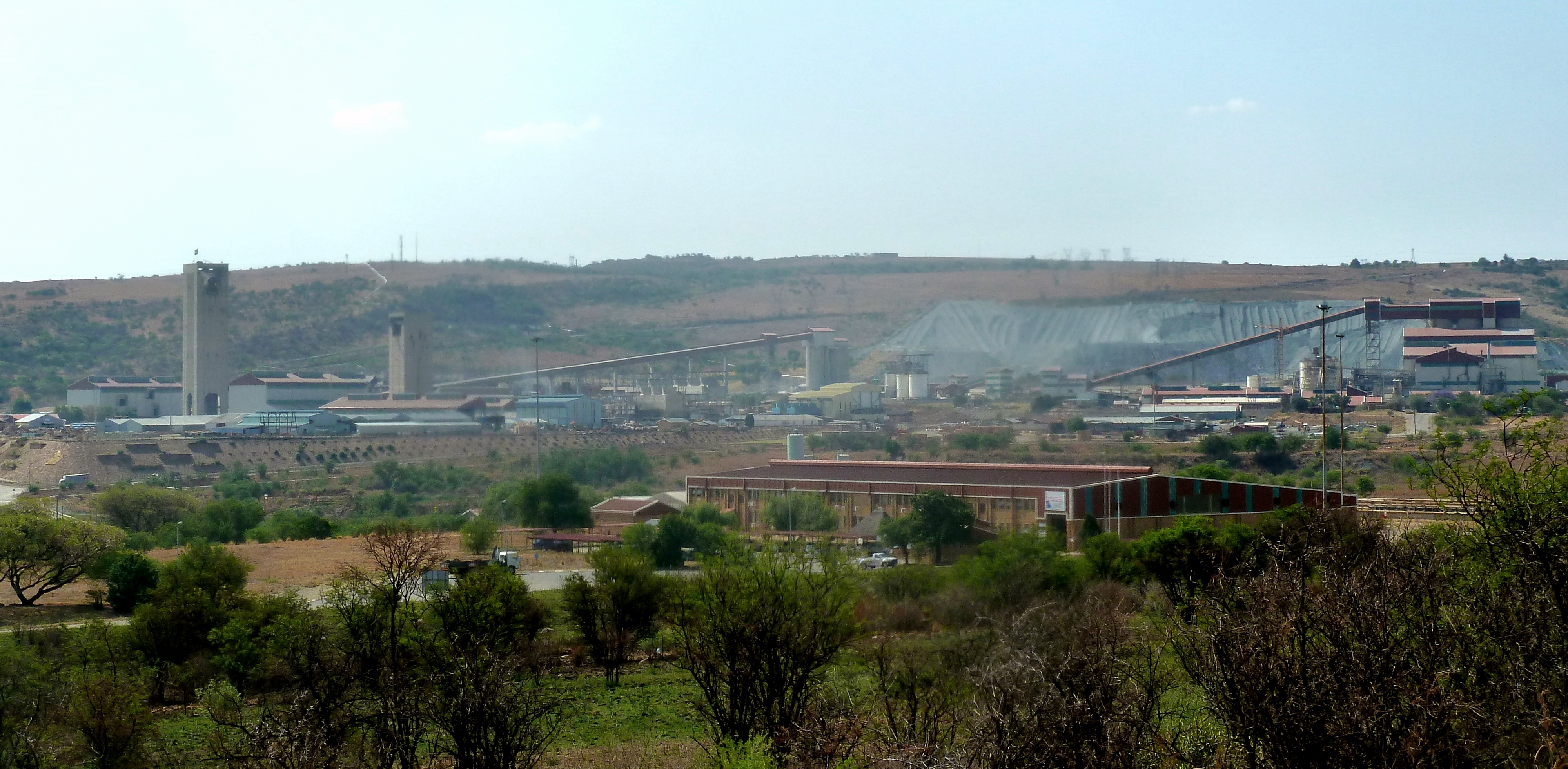
Zona de suprafață (carieră) a Minei de aur Mponeng (Mponeng Gold Mine) din Africa de Sud, cea mai adâncă mină din lume

Lista celor mai adânci mine din lume clasifică excavațiile subterane executate în scopul extragerii de minereuri (mine), după diferența de nivel dintre gura de acces și punctul de extracție situat la cea mai joasă altitudine.
Lista include mine active și închise cu o adâncime mai mare decât a celei mai adânci peșteri cunoscute, Peștera Krubera (2.191 m) din Abhazia, Georgia. Ordinea este descrescătoare, în funcție de valoarea adâncimii.
| Loc | Nume                                                         | Adâncime (km) | Țară                       | Resurse principale       | Stare           | Note         |
|     |                                                              |               |                            |                          |                 |              |
| --- | ------------------------------------------------------------ | ------------- | -------------------------- | ------------------------ | --------------- | ------------ |
| 1.  | Mina de aur Mponeng (în engleză Mponeng Gold Mine)           | 4,27          | Africa de Sud              | aur                      | activă          | [ 1 ]        |
| 2.  | Mina TauTona (în engleză TauTona Mine)                       | 3,9           | Africa de Sud              | aur                      | activă          | [ 2 ]        |
| 3.  | Mina de aur Savuka (în engleză Savuka Gold Mine)             | 3,7           | Africa de Sud              | aur                      | închisă în 2017 | [ 1 ] [ 3 ]  |
| 4.  | Mina East Rand (în engleză East Rand Mine)                   | 3,585         | Africa de Sud              | aur                      | închisă în 2008 | [ 2 ] [ 4 ]  |
| 5.  | Mina Driefontein (în engleză Driefontein Mine)               | 3,42          | Africa de Sud              | aur                      | activă          | [ 1 ] [ 5 ]  |
| 6.  | Mina Kusasalethu (în engleză Kusasalethu mine)               | 3,38          | Africa de Sud              | aur                      | activă          | [ 1 ] [ 6 ]  |
| 7.  | Mina Empire (în engleză Empire Mine)                         | 3,355         | Statele Unite ale Americii | aur                      | închisă în 1956 | [ 7 ]        |
| 8.  | Mina Kloof (în engleză Kloof mine)                           | 3,347         | Africa de Sud              | aur, uraniu              | activă          | [ 8 ]        |
| 9.  | Mina Laronde (în engleză Laronde Mine\|)                     | 3,260         | Canada                     | aur, cupru, argint, zinc | activă          | [ 1 ] [ 9 ]  |
| 10. | Mina Kolar Gold Fields (în engleză Kolar Gold Fields)        | 3,217         | India                      | aur                      | închisă în 2001 | [ 1 ]        |
| 11. | Mina Blyvooruitzicht (în engleză Blyvooruitzicht mine)       | 3,213         | Africa de Sud              | aur, uraniu              | activă          | [ 10 ]       |
| 12. | Mina Moab Khotsong (în engleză Moab Khotsong mine)           | 3,052         | Africa de Sud              | aur, uraniu              | activă          | [ 1 ]        |
| 13. | Mina Kidd (în engleză Kidd Mine)                             | 3,014         | Canada                     | cupru, zinc              | activă          | [ 1 ] [ 11 ] |
| 14. | Mina South Deep (în engleză South Deep mine)                 | 2,99          | Africa de Sud              | aur                      | activă          | [ 1 ]        |
| 15. | Mina Target 1 (în engleză Target 1 Mine)                     | 2,945         | Africa de Sud              | aur                      | activă          | [ 12 ]       |
| 16. | Mina Lucky Friday (în engleză Lucky Friday Mine)             | 2,6           | Statele Unite ale Americii | argint, plumb, zinc      | activă          | [ 1 ]        |
| 17. | Mina Morro Velho (în engleză Morro Velho)                    | 2,590         | Brazilia                   | aur                      | activă          | [ 13 ]       |
| 18. | Mina Homestake (în engleză Homestake Mine)                   | 2,438         | Statele Unite ale Americii | aur                      | închisă în 2002 | [ 14 ]       |
| 19. | Mina Phakisa (în engleză Phakisa Mine)                       | 2,426         | Africa de Sud              | aur                      | activă          | [ 15 ]       |
| 20. | Mina Creighton (în engleză Creighton Mine)                   | 2,42          | Canada                     | nichel                   | activă          | [ 1 ]        |
| 21. | Mina Great Noligwa Gold (în engleză Great Noligwa Gold Mine) | 2,4           | Africa de Sud              | aur                      | închisă         | [ 1 ] [ 16 ] |
| 22. | Mina Bambanani (în engleză Bambanani Mine)                   | 2,365         | Africa de Sud              | aur                      | închisă în 2020 | [ 17 ]       |
| 23. | Mina Tshepong (în engleză Tshepong Mine)                     | 2,349         | Africa de Sud              | aur, uraniu              | activă          | [ 18 ]       |
| 24. | Mina Kopanang (în engleză Kopanang mine)                     | 2,334         | Africa de Sud              | aur, uraniu              | activă          | [ 19 ]       |